# Josef Depenbrock
Josef Depenbrock (* 1. November 1961 in Ahaus) ist ein deutscher Journalist. Er war bis zum März 2009 Chefredakteur der Berliner Zeitung sowie Vorsitzender der Geschäftsführung der BV Deutsche Zeitungsholding, dem damaligen Verwaltungsgremium des Berliner Verlags.

## Beruflicher Werdegang
Depenbrock war 1983 bis 1985 Volontär der Westfälischen Nachrichten in Münster und bis 1990 Lokalredakteur dieser Zeitung. Bis 1991 arbeitete er dann als Produktionsredakteur der Hamburg-Ausgabe von BILD und ging anschließend im Gefolge des vormaligen Bild-Hamburg-Chefs Wieland Sandmann zum Berliner Kurier, wo er Produktionschef und Chef vom Dienst wurde. 1993 bis 2000 war Depenbrock Chefredakteur des Kapitalanlage und -vertriebsmagazins Cash. und von 2000 bis 2006 Chefredakteur und Geschäftsführer der Hamburger Morgenpost. Ebenfalls war er gemeinsam mit Barlach in den Jahren 1999/2000 Eigentümer der Hamburger Rundschau.

### 2006 Chefredakteur derBerliner Zeitung
Von der Investorengruppe des Briten David Montgomery wurde er im Mai 2006 zum Chefredakteur der Berliner Zeitung berufen. Deren Redaktionsteam nahm gegen diese Berufung öffentlich Stellung, da Depenbrock neben seinem Amt als Chefredakteur auch in der Geschäftsführung der BV Deutsche Zeitungsholding tätig ist und dort die redaktionellen Belange der Gruppe vertritt. Die Redaktionsmitglieder der Berliner Zeitung sehen darin eine Verquickung, die die „redaktionelle Unabhängigkeit“ gefährde. Am 30. Mai 2006 erschien die Berliner Zeitung deshalb als zwölfseitige Notausgabe. Obwohl Depenbrock erklärte, die Berliner Zeitung werde sich weiterhin dem Qualitätsjournalismus verschreiben, gab es in der Öffentlichkeit zahlreiche Stimmen, die befürchteten, mit dem journalistischen und unternehmerischen Hintergrund des neuen Chefredakteurs und Geschäftsführungsmitgliedes käme es zu einer Boulevardisierung des Hauptstadtblattes, die vornehmlich eine kurzfristige Gewinnabschöpfung bezwecke.

### 2007 Aktienerwerb beiCash
Im Juli 2007 wurde der Journalist Depenbrock zum Großaktionär seines früheren Arbeitgebers Cash: er erwarb 504.558 Aktien der Gesellschaft, was einem Anteil von 22,6 Prozent entspricht. Laut Angaben des Online-Informationsdienstes finanzen.net betrachtet Depenbrock die Beteiligung als langfristiges Engagement. Im November 2007 stellt der Vorstand der cash.medien AG beim zuständigen Amtsgericht den Antrag, Depenbrock in den Aufsichtsrat aufzunehmen. Gegenüber der Fachzeitschrift Werben & Verkaufen äußerte sich Depenbrock, dass er den Anteil an der Firma bis auf eine Schachtelbeteiligung von 25 Prozent aufstocken wolle.
Am 18. Februar 2008 teilte Depenbrock nach § 21 I des Wertpapierhandelsgesetzes mit, dass sein Stimmrechtsanteil an cash.medien die Schwelle von 25 % überschritten habe und zu diesem Tag 27,85 % (683.467 Stimmrechte) betrage.

### Vorsitzender der Geschäftsführung der BV
Depenbrock war ab August 2007 Vorsitzender der Geschäftsführung der BV Deutschen Zeitungsholding und Geschäftsführer des Berliner Verlages. Seinen Chefredakteursposten bei der Berliner Zeitung behielt er bei.
Im Oktober 2007 meldete Die Welt, Depenbrock habe sich gegenüber dem Redaktionsbeirat zu erklären, weil das Gremium meine, das Redaktionsstatut schreibe eine klare Trennung von Verlag und Redaktion vor. Im November 2007 teilte Depenbrock mit, er werde seine Stellung als Verlagsgeschäftsführer behalten. Der Redaktionsausschuss der Berliner Zeitung klagte dagegen im März 2008 und wurde dabei unter anderem vom Deutschen Journalistenverband unterstützt. Die Klage blieb erfolglos.
Die Enttarnung von zwei Mitarbeitern der Berliner Zeitung als Stasi-IMs im März 2008 führte zu weiteren Spannungen zwischen der Redaktion und Chefredakteur Depenbrock. In einem Artikel der Berliner Zeitung kündigte er am 1. April 2008 Aufklärung an. Man werde „jeden einzelnen Journalisten dieser Redaktion überprüfen und auch möglichst die Akten der Birthler-Behörde sichten“. Die Untersuchung sollte von Wissenschaftlern der Freien Universität Berlin und der Europa-Universität Viadrina in Frankfurt (Oder) durchgeführt werden. Nachdem die Wissenschaftler der Freien Universität Berlin ihre Beteiligung am 5. April 2008 absagten, gab er bekannt, dass ein dreiköpfiges Team unter Johannes Weberling die Untersuchung vornehmen werde, was in Teilen der Redaktion auf Widerstand stieß.
Im Februar 2008 spitzte sich die Krise der Berliner Zeitung erneut zu, als Depenbrock nach einem Gespräch mit David Montgomery der Redaktion gegenüber einräumte, dass die neuen Renditevorgaben für 2008 bei 18 bis 20 Prozent lägen. Ende Juni 2008 kündigte Depenbrock die Streichung von 200 der 900 Stellen der BV Deutschen Zeitungsholding an, davon rund 40 bei der Berliner Zeitung.
Nach dem Verkauf der BV an M. DuMont Schauberg Anfang 2009 wurde Depenbrock von seinen Ämtern in Redaktion und Geschäftsführung der Berliner Zeitung freigestellt.

## Weitere Tätigkeiten
Depenbrock ist Herausgeber der seit 2007 quartalsweise erscheinenden Zeitschrift „AZUR Das Kreuzfahrtmagazin“ (Verlagssitz in Hamburg).